# Gecenin Ucunda
Gecenin Ucunda è un serial televisivo drammatico turco composto da 26 puntate, trasmesso su Star TV dal 5 ottobre 2022 al 25 aprile 2023. È un libero adattamento dell'omonimo romanzo del 1963 della scrittrice turca Peride Celal.

## Trama
Macide è una donna che rifiuta l'amore e cerca di costruirsi una nuova vita per sé e per suo figlio, per il quale è pronta a fare qualsiasi sacrificio. Durante il suo viaggio in treno per Istanbul, incontra un uomo famoso di nome Ahmet Ishik, con il quale intraprende una relazione segreta.

## Puntate
| Stagione       | Puntate | Prima TV Turchia | Prima TV Italia |
| -------------- | ------- | ---------------- | --------------- |
| Prima stagione | 26      | 2022-2023        | inedita         |

## Personaggi e interpreti
- Macide İnce, interpretata da Neslihan Atagül.
- Kazım Işık, interpretato da Kadir Doğulu.
- Nermin Işık, interpretata da Tuba Ünsal.
- Ahmet Işık, interpretato da Sarp Levendoğlu.
- Berrin Işık, interpretata da Zuhal Olcay.
- Sara Kohen, interpretata da Özge Özder.
- Cihangir Işık, interpretato da Bertan Asllani.
- Serra Pekdemir, interpretata da Bestemsu Özdemir.
- Tunç Kanbey, interpretato da Levent Özdilek.
- Şermin, interpretata da Ebru Aykaç.
- Zafer Pekdemir, interpretata da Şencan Güleryüz.
- Ferah, interpretata da Aysun Metiner.
- Nil, interpretata da Gonca Yakut.
- Yasemin Kanbey, interpretata da Aleyna Özgeçen.
- Can Pekdemir, interpretato da Kerim İlhan.
- Simin Tezer, interpretata da Hazal Şenel.
- Handan, interpretata da Seyda Bayram.
- Selim, interpretato da Cem Avnayim.
- Koko, interpretato da Tugay Bahşi.
- Mert Öndeş, interpretato da Kaan Taşaner.

## Produzione
La serie è diretta da Barış Erçetin, scritta da Başar Başaran ed Emre Özdür e prodotta da TMC Film e Âlim Yapım.

### Riprese
Le riprese sono state effettuate a Istanbul (in particolare nei distretti di Beşiktaş e di Galata) e Ankara.

## Promozione
L'esordio della serie, previsto per il 5 ottobre 2022, è stato annunciato 29 settembre attraverso i profili social della serie, di Star TV e delle società di produzione TMC Film e Âlim Yapım. I primi promo sono stati pubblicati da Star TV dal 1º settembre dello stesso anno.